# Protest (Film)
Protest ist eine britische Filmkomödie aus dem Jahr 1966.

## Handlung
Morgan Delt ist ein exzentrischer Künstler in London. Seine Mutter, eine überzeugte Marxistin, versucht, ihn für die angestrebte große Revolution zu begeistern. Doch Morgan stößt sie vor den Kopf, indem er in eine reiche Familie einheiratet. Morgan lebt in einer eigenen Fantasiewelt, in der er sich als Gorilla identifiziert. Mit der Zeit verschwimmen die Grenzen zwischen Fantasie und Realität, und er benimmt sich auch im richtigen Leben wie ein Gorilla.
Seine Frau Leonie strebt eine Scheidung an. Morgan gibt vor, nach Griechenland zu reisen. Am Tage der Anhörung taucht Morgan auf und will seine Frau zur Rückkehr bewegen. Zwar fühlt sich Leonie immer noch zu Morgan hingezogen. Doch sein exzentrisches Verhalten bringt sie dazu, sich Morgans Freund, dem Kunsthändler Charles Napier, zuzuwenden. Morgan lässt sich davon nicht abschrecken und ersinnt einen Plan, um seine Frau zurückzugewinnen. Er kampiert in ihrem Auto, legt ihr ein Skelett ins Bett, verdrahtet das Haus so, dass bei jeder Umarmung des Paares das Geräusch einer startenden Rakete ertönt, bemalt und hämmert auf ihrem Mobiliar herum, verführt sie in einem Moment der Verletzlichkeit und legt zum Schluss eine Bombe unter ihr Bett, um Charles zu erschrecken. Die Bombe explodiert, bringt aber nur Leonies zu Besuch weilende Mutter dazu, aufzuwachen.
Zwischen seinen Streichen sucht Morgan Zuflucht bei seiner Mutter, die zur Ablenkung das Grab von Karl Marx auf dem Highgate Cemetery besucht. Mit der Hilfe des Ringers Wally Carver entführt Morgan Leonie und bringt sie zu einem See in Wales. Doch Leonies Eltern können sie befreien. Morgan wird ins Gefängnis gebracht. Am Tage der Hochzeit von Leonie und Charles wird er freigelassen. Morgan schlüpft in ein Gorillakostüm und erklettert die Fassade des Appartementhauses, in dem das Paar lebt. Morgan kracht in das Hochzeitsbuffet und setzt sein Kostüm in Brand. Er flüchtet auf einem Motorrad und rast in einen Müllhaufen. Er fantasiert davon, dass alle Leute, mit denen er bislang zu tun hatte, ihn nun hinrichten wollen.
Einige Zeit später besucht die nun schwangere Leonie Morgan in einer Nervenanstalt. Sie findet ihn in der Gartenanlage, in der er gerade dabei ist, ein Hammer-und-Sichel-Muster anzupflanzen. Er fragt sie, ob sie sein Kind austrage. Sie lächelt, nickt und geht davon.

## Kritik
Das Lexikon des internationalen Films beschrieb den Film als „fantasievolle Komödie, die das gestörte Verhältnis eines jungen Menschen zur Gesellschaft mit den Mitteln der Farce, aber intelligent und stilistisch eigenwillig entwickelt“.
Die Zeitschrift Cinema über den Film: „Groteske Gags, flippige Bilder, pubertärer Protest gegen alles Normale - ein Sixties-Kultfilm par excellence, besetzt mit umwerfenden Hauptdarstellern.“
Bosley Crowther von der New York Times beschrieb den Film als durch und durch lustig. Doch der Film sei mehr als nur lustig. In seinen Absurditäten sei er eine Satire auf einige traurige Beispiele der Unreife in unserer Zeit.
Ken Hanke vom „Mountain Xpress“ schrieb, der Film kombiniere Komödie, Charme und einen Sinn für tief Verstörendes in gleichem Maße.
Der Evangelische Film-Beobachter zog folgendes Fazit: „Hinter rasanter Bild- und Wortkomik verbarg der Regisseur eine an Aggressivität kaum zu übertreffende Kulturkritik. Unterhaltung und Anregung zum Nachdenken. Ab 18.“

## Auszeichnungen
Der Film wurde für zahlreiche Preise nominiert und konnte auch einige gewinnen.
Beim Internationalen Filmfestival von Locarno wurde Karel Reisz mit einem Spezialpreis bedacht. Vanessa Redgrave gewann den Preis für die beste Darstellerin bei den Internationalen Filmfestspielen von Cannes. Dazu wurde der Film für die Goldene Palme nominiert.
Zwei Mal wurde der British Film Academy Award gewonnen, in den Kategorien Bestes britisches Drehbuch und Bester Schnitt. Nominierungen gab es als Bester Film, Bester britischer Film, Bester britischer Darsteller (David Warner) und Beste britische Darstellerin (Vanessa Redgrave).
Auch für den Oscar als beste Hauptdarstellerin wurde Vanessa Redgrave nominiert. Jocelyn Rickards bekam eine Nominierung für das beste Kostümdesign (s/w).
Für den Golden Globe war der Film als bester ausländischer Film in englischer Sprache und Vanessa Redgrave als beste Hauptdarstellerin in einer Komödie nominiert.

## Hintergrund
Die Premiere des Films fand am 4. April 1966 in New York statt. In Deutschland kam der Film am 12. Oktober 1967 in die Kinos.